# La última vez
La última vez è un singolo del rapper portoricano Anuel AA, pubblicato il 3 luglio 2017.

## Tracce
1. La última vez – 4:59